# Marquisat du Montferrat
v. 967 – 1574
Entités précédentes :
- Comté d'Aqui

Entités suivantes :
- États de Savoie (Duché de Montferrat)

Le marquisat de Montferrat (it. : Marchesato del Monferrato) est une ancienne marche italienne du Piémont. D'abord comté, elle devient en 967 un marquisat, puis un duché (it. : ducato del Monferrato) à partir de 1574.
C’était un fief impérial jusqu'à sa conquête par le duché de Savoie, d'abord en 1613 et 1628, puis son annexion définitive au terme de la guerre de succession d'Espagne.

## Géographie
Le marquisat de Montferrat est un ancien territoire situé dans le Bas Piémont. Il est traversé par le Pô. Il est limitrophe au Nord et à l'Ouest du Piémont, sous domination savoyarde ; au sud, de la république de Gênes, et à l'est, du duché de Milan.
Le Montferrat possède donc un rôle stratégique, notamment en contrôlant l'axe entre les villes de Turin et de Milan.

## Histoire
La région du Montferrat est à l'origine d'un comté. Ce dernier est érigé en 967 en marquisat en faveur du comte Alérame par l'empereur Otton Ier. Alérame avait en effet soutenu l'empereur contre Bérenger d'Ivrée.
En 1305, Théodore Paléologue, fils de l'empereur Andronic et de Yolande de Montferrat hérite du marquisat. À partir de cette période, la ville de Casale Monferrato en devient la capitale.
Lors du mariage de Yolande de Montferrat au comte Aymon de Savoie en 1330, à Casale Monferrato, le contrat stipule qu'à « l'extinction de la ligne masculine des Paléologue, les descendants mâles d'Yolande acquerraient la souveraineté du marquisat ». La condition se réalisera au XVIe siècle au cours du règne du duc Charles III, mais fut contestée par les Gonzague-Montoue, prémices à la « guerre de Succession de Mantoue ».
En 1556, Frédéric, premier duc de Mantoue, obtient le marquisat et l'érige en duché en 1574.